# ۳۶۴ (پیش از میلاد)
۳۶۴ (پیش از میلاد) ۳۶۴مین سال قبل از تقویم میلادی است.